# Gutsbezirk Münsingen
Gutsbezirk Münsingen este o localitate  (teritoriu independent) cu ca. 200 loc. în districtul Reutlingen, landul Baden-Württemberg, Germania, întemeiată la data de 1 octombrie 1942 fiind un fost teren de excerciții militare din Münsingen.
1. ↑  Alle politisch selbständigen Gemeinden mit ausgewählten Merkmalen am 31.12.2018 (4. Quartal) (în germană), Statistisches Bundesamt[*], arhivat din original la 10 martie 2019, accesat în 10 martie 2019